# FIFA Confederations Cup 1992
Het Koning Fahd Toernooi 1992 was de eerste editie van de FIFA Confederations Cup en werd georganiseerd door Saoedi-Arabië van donderdag 15 oktober tot en met dinsdag 20 oktober 1992. Het toernooi werd gewonnen door Argentinië dat in de finale gastland Saoedi-Arabië met 3-1 versloeg. Dit toernooi kende geen groepsfase en werd gespeeld met vier landenteams.

## Deelnemende landen

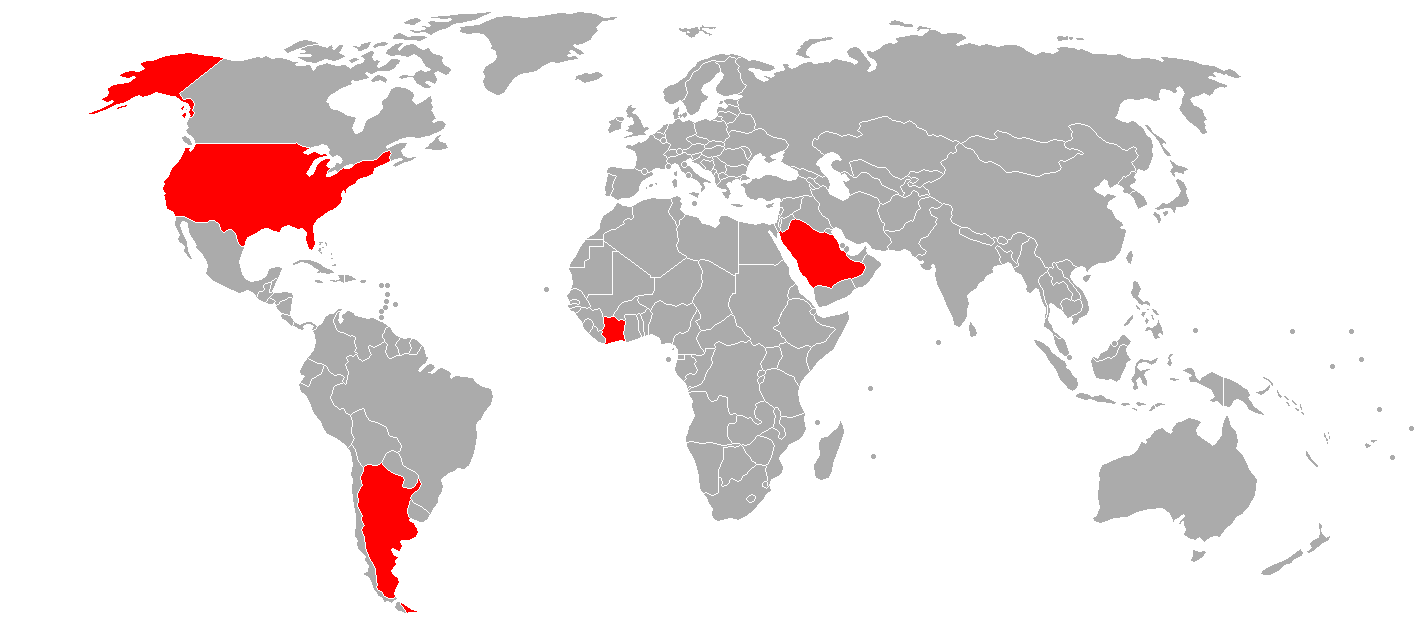
Overzicht van landen die deelnamen.

| Deelnemende landen (kwalificatie) |
| --- |
| Saoedi-Arabië (Gastland en winnaar Azië Cup 1988) Argentinië (Winnaar Copa América 1991) Verenigde Staten (Winnaar CONCACAF Gold Cup 1991) Ivoorkust (Winnaar Afrika Cup 1992) |

## Speelstad
| Riyad              |
| ------------------ |
| Koning Fahdstadion |
| Capaciteit: 67.000 |
|                    |

## Wedstrijden

### Halve finales
|                                         |                                                                  |       |                  |                                                                                              |
| 15 oktober «onderlinge duels» 20:00 uur | Saoedi-Arabië                                                    | 3 – 0 | Verenigde Staten | King Fahd International Stadium, Riyad Toeschouwers: 70.000 Scheidsrechter: Ulisses da Silva |
| 15 oktober «onderlinge duels» 20:00 uur | Fahad Al-Bishi 48' Yousuf Al-Thunayan 74' Khalid Al-Muwallid 84' |       |                  | King Fahd International Stadium, Riyad Toeschouwers: 70.000 Scheidsrechter: Ulisses da Silva |

|                                         |                                                                                      |       |           |                                                                                             |
| 16 oktober «onderlinge duels» 20:00 uur | Argentinië                                                                           | 4 – 0 | Ivoorkust | King Fahd International Stadium, Riyad Toeschouwers: 15.000 Scheidsrechter: Jamal Al Sharif |
| 16 oktober «onderlinge duels» 20:00 uur | Gabriel Batistuta 2' Gabriel Batistuta 10' Ricardo Altamirano 67' Alberto Acosta 81' |       |           | King Fahd International Stadium, Riyad Toeschouwers: 15.000 Scheidsrechter: Jamal Al Sharif |

### Troostfinale
|                                         |                                                                                      |       |                                             |                                                                                            |
| 19 oktober «onderlinge duels» 20:00 uur | Verenigde Staten                                                                     | 5 – 2 | Ivoorkust                                   | King Fahd International Stadium, Riyad Toeschouwers: 9.500 Scheidsrechter: Rodrigo Badilla |
| 19 oktober «onderlinge duels» 20:00 uur | Marcelo Balboa 12' Cobi Jones 31' Eric Wynalda 56' Bruce Murray 67' Bruce Murray 83' |       | 16' Abdoulaye Traoré 76' Donald-Olivier Sié | King Fahd International Stadium, Riyad Toeschouwers: 9.500 Scheidsrechter: Rodrigo Badilla |

### Finale
|                                         |                   |       |                                                               |                                                                                           |
| 20 oktober «onderlinge duels» 20:00 uur | Saoedi-Arabië     | 1 – 3 | Argentinië                                                    | King Fahd International Stadium, Riyad Toeschouwers: 75.000 Scheidsrechter: Lim Kee Chong |
| 20 oktober «onderlinge duels» 20:00 uur | Saeed Owairan 65' |       | 18' Leonardo Rodríguez 24' Claudio Caniggia 64' Diego Simeone | King Fahd International Stadium, Riyad Toeschouwers: 75.000 Scheidsrechter: Lim Kee Chong |

| FIFA Confederations Cup 1992 |
| ---------------------------- |
| ARGENTINIË 1ste titel        |

## Topscorers
2 doelpunten
- Gabriel Batistuta
- Bruce Murray